# Coupe d'Europe des vainqueurs de coupe féminine de handball 1995-1996
Navigation
Coupe des coupes 1994-1995 Coupe des coupes 1996-1997
La Coupe d'Europe des vainqueurs de coupe féminine de handball 1995-1996 est la 20e édition de la Coupe d'Europe des vainqueurs de coupe féminine de handball, compétition de handball créée en 1976 et organisée par l'EHF.

## Formule
La Coupe des Vainqueurs de Coupe est également appelée C2. Il est d’usage que les vainqueurs des coupes nationales respectives y participent. L’ensemble des rencontres se dispute en matches aller-retour, y compris la finale. 

## Résultats

### Quarts de finale
| Date Aller      | Club                    | Aller   | Total    | Retour  | Club            | Date Retour     |
| --------------- | ----------------------- | ------- | -------- | ------- | --------------- | --------------- |
| 14 janvier 1996 | Dunaferr NK             | 26 - 20 | 45 - 48  | 19 - 28 | Kraš Zagreb     | 20 janvier 1996 |
| 14 janvier 1996 | Byåsen Trondheim        | 24 - 19 | 46 - 45  | 22 - 26 | Spartak Kiev    | 21 janvier 1996 |
| 14 janvier 1996 | Rostselmash Rostov      | 24 - 17 | 38 - 38* | 14 - 21 | Vasas Budapest  | 21 janvier 1996 |
| 14 janvier 1996 | TV Giessen Lützellinden | 28 - 19 | 56 - 38  | 28 - 19 | Stade béthunois | 20 janvier 1996 |

*Budapest vainqueur grâce aux buts marqués à l'extérieur.

### Demi-finales
| Date Aller   | Club             | Aller   | Total   | Retour  | Club                    | Date Retour  |
| ------------ | ---------------- | ------- | ------- | ------- | ----------------------- | ------------ |
| 23 mars 1996 | Vasas Budapest   | 25 - 19 | 36 - 37 | 11 - 18 | Kraš Zagreb             | 30 mars 1996 |
| 24 mars 1996 | Byåsen Trondheim | 18 - 27 | 41 - 58 | 23 - 31 | TV Giessen Lützellinden | 30 mars 1996 |

### Finale
| Date Aller | Club        | Aller   | Total   | Retour  | Club                    | Date Retour |
| ---------- | ----------- | ------- | ------- | ------- | ----------------------- | ----------- |
| 4 mai 1996 | Kraš Zagreb | 19 - 28 | 41 - 50 | 22 - 22 | TV Giessen Lützellinden | 12 mai 1996 |

## Les championnes d'Europe
| Championne d'Europe des vainqueurs de coupe 1995-1996 TV Giessen Lützellinden 2e titre |